# ボーカル・ショップ
ボーカル・ショップは、日本のコーラス・グループである。「ヴォーカル・ショップ」と表記される場合もある。

## メンバー
- 小保方 淳 - トップテナー（2代目）（元デューク・エイセス）
- 渡辺 長雄 - リードテナー
- 高沢 良明 - バリトン
- 柴田 昭司 - バス
- 釈尾 春邦 - バス
- 伊津野 修 - トップテナー（初代）

## 代表曲（あるいはコーラスとして参加した楽曲）

### アニメソング
- 『鉄人28号』イメージソング
- 『0戦はやと』主題歌、挿入歌
- 『スーパージェッター』挿入歌
- 『W3』主題歌
- 『海賊王子』副主題歌
- 『ロボタン』主題歌
- 『黄金バット』主題歌、挿入歌
- 『少年ジャックと魔法使い』主題歌、挿入歌
- 『マッハGoGoGo』主題歌、挿入歌
- 『冒険ガボテン島』主題歌、挿入歌
- 『わんぱく探偵団』主題歌、副主題歌、挿入歌
- 『サイボーグ009』副主題歌
- 『アンデルセン物語』挿入歌
- 『大魔王シャザーン』イメージソング
- 『長靴をはいた猫』主題歌、挿入歌
- 『海底3万マイル』挿入歌
- 『国松さまのお通りだい』副主題歌
- 『さすらいの太陽』主題歌[1]
- 『アリババと40匹の盗賊』挿入歌
- 『赤胴鈴之助』副主題歌
- 『デビルマン』主題歌
- 『荒野の少年イサム』主題歌

### 特撮ソング
- 『忍者部隊月光』主題歌
- 『悪魔くん』副主題歌、挿入歌
- 『仮面の忍者 赤影』主題歌、挿入歌
- 『キャプテンウルトラ』主題歌、挿入歌
- 『ジャイアントロボ』副主題歌
- 『スペクトルマン』主題歌、副主題歌

### テレビドラマ
- 『新選組血風録』主題歌
- 『丸出だめ夫』主題歌

### CMソング
- ロマンティカ（三菱自動車工業）
- 愛のスカイライン[1]（日産自動車「スカイライン」）
- フジカシングル8（富士フイルム）
- 丸井の歌（丸井）
- BIG NEW LIFE（コカ・コーラ）

### 歌謡曲
- ムシのついた女（1970年発売。日本グラモフォン DR1537。作詞：やなせたかし、作曲：飯吉馨、編曲：北村秀人）
  - B面は萩本欽一「何処かにお前が」のカバー（編曲：北村秀人）

### その他
- 椿林太郎の歌（『黒い秘密兵器』イメージソング）
- 元気に一、二（おかあさんといっしょ）
- 『ひょっこりひょうたん島』挿入歌
- 集英社マーチ

## TV出演
- おかあさんといっしょ「うたいっぱい」1965年4月～1967年3月